# Accademia internazionale di scienze quantistiche molecolari
L'Accademia internazionale di scienze quantistiche molecolari (IAQMS, dall'inglese  International Academy of Quantum Molecular Science) è una società scientifica internazionale che si occupa di coordinare e divulgare a livello accademico tutti gli sviluppi legati all'applicazione della teoria dei quanti nell'ambito della chimica e della chimica fisica. Fu fondata a Mentone nel 1967. I membri fondatori, spinti dall'ispirazione e dall'incoraggiamento di Louis de Broglie, furono Raymond Daudel, Per-Olov Löwdin, Robert G. Parr, John A. Pople e Bernard Pullman.
Originariamente l'accademia contava su 25 membri regolari sotto i 65 anni di età, successivamente si passò a un numero di 30 fino ad arrivare agli odierni 35 membri regolari. Il numero di membri oltre i 65 anni di età è invece illimitato. I membri vengono scelti "tra gli scienziati di tutte le nazionalità che si sono distinti per il valore del loro lavoro scientifico, il loro ruolo di pionieri o leader di una scuola nell'ampio campo di applicazione della meccanica quantistica allo studio di molecole e macromolecole". Attualmente l'accademia consta di 90 membri. Lo IAMQS si occupa tra l'altro dell'organizzazione del congresso internazionale di chimica quantistica con cadenza triennale.
L'accademia conferisce anche un riconoscimento a giovani membri della comunità scientifica che si siano distinti per il loro particolare contributo dato nello specifico ambito.